# Mario Pachi
Mario Pachi (Firenze, 2 gennaio 1943 – Firenze, 1º maggio 2001) è stato un attore italiano noto per la sua partecipazione al film Berlinguer ti voglio bene nei panni di Gnorante.

## Biografia
Mario Pachi compì le sue prime esperienze teatrali al Teatro Andrea del Sarto con il Gruppo Nuova Resistenza, diretto da Nino Filastò e con il Teatro Prova, diretto da Gilberto Giuntini. Nel 1966, dopo l'alluvione, fu tra quelli che si prodigarono per il salvataggio dei libri della Biblioteca Nazionale di Firenze, dove restò a lavorare per qualche anno. Contemporaneamente proseguì la sua formazione teatrale con il Centro Universitario di Firenze, diretto da Valerio Valoriani, al Teatro Affratellamento, interpretando Uomo massa e altri lavori. Nel 1971, quando il Centro universitario si trasformò nella compagnia Teatro della convenzione, sempre al Teatro Affratellamento, passò al professionismo insieme a Maurizio Balò, Luca Biagini, Stefano Gragnani e Nunzi Gioseffi tra gli altri.
In quel periodo fu protagonista di spettacoli come Cuore di cane, Dada, di cui fu anche coautore, Mockinpott, Ubu Roi. Passò prima alla compagnia di Paolo Poli, con in quale lavorò ne La nemica di Niccodemi, poi, per alcuni anni al Gruppo della Rocca dove partecipò a spettacoli con la regia di Roberto Guicciardini ed Egisto Marcucci. 
Al Cantiere internazionale d'arte di Montepulciano prese parte al Pollicino di Di Leva-Henze, poi ripreso anche al Teatro Comunale di Firenze, e al Don Chisciotte. Per il Teatro Regionale Toscano, in occasione di Firenze capitale europea della cultura, interpretò Finale di partita insieme a Walter Chiari e Renato Rascel, con la regia di Giuseppe Di Leva. Negli ultimi anni divenne uno degli attori del nucleo artistico stabile del Teatro Stabile di Bolzano, diretto da Marco Bernardi. Con lo Stabile di Bolzano, compì diverse tournée in tutta Italia e fu al Teatro della Pergola con La locandiera di Goldoni  e Il maggiore Barbara di Shaw. Collaborò con Guarda l’Europa e, nell’ultima edizione di Intercity 2000, interpretò per la compagnia del Laboratorio9 Landon - L.A. - Lubenau per la regia di Barbara Nativi.
Al cinema interpretò, tra gli altri, Berlinguer ti voglio bene con Roberto Benigni e Viaggio con Anita per la regia di Mario Monicelli.
Mario Pachi morì in una clinica fiorentina il 1º maggio 2001 dopo una breve malattia, all'età di 58 anni.